# Penopus microphthalmus
Penopus microphthalmus är en fiskart som först beskrevs av Vaillant, 1888.  Penopus microphthalmus ingår i släktet Penopus och familjen Ophidiidae. Inga underarter finns listade i Catalogue of Life.